# Wehrmeisterei
Wehrmeisterei ist der Name eines Forstverwaltungsbezirks und des in ihm gelegenen kleineren Amts Wehrmeisterei in der Grafschaft Jülich (vorher Jülichgau, später Herzogtum Jülich, danach Amt Düren).

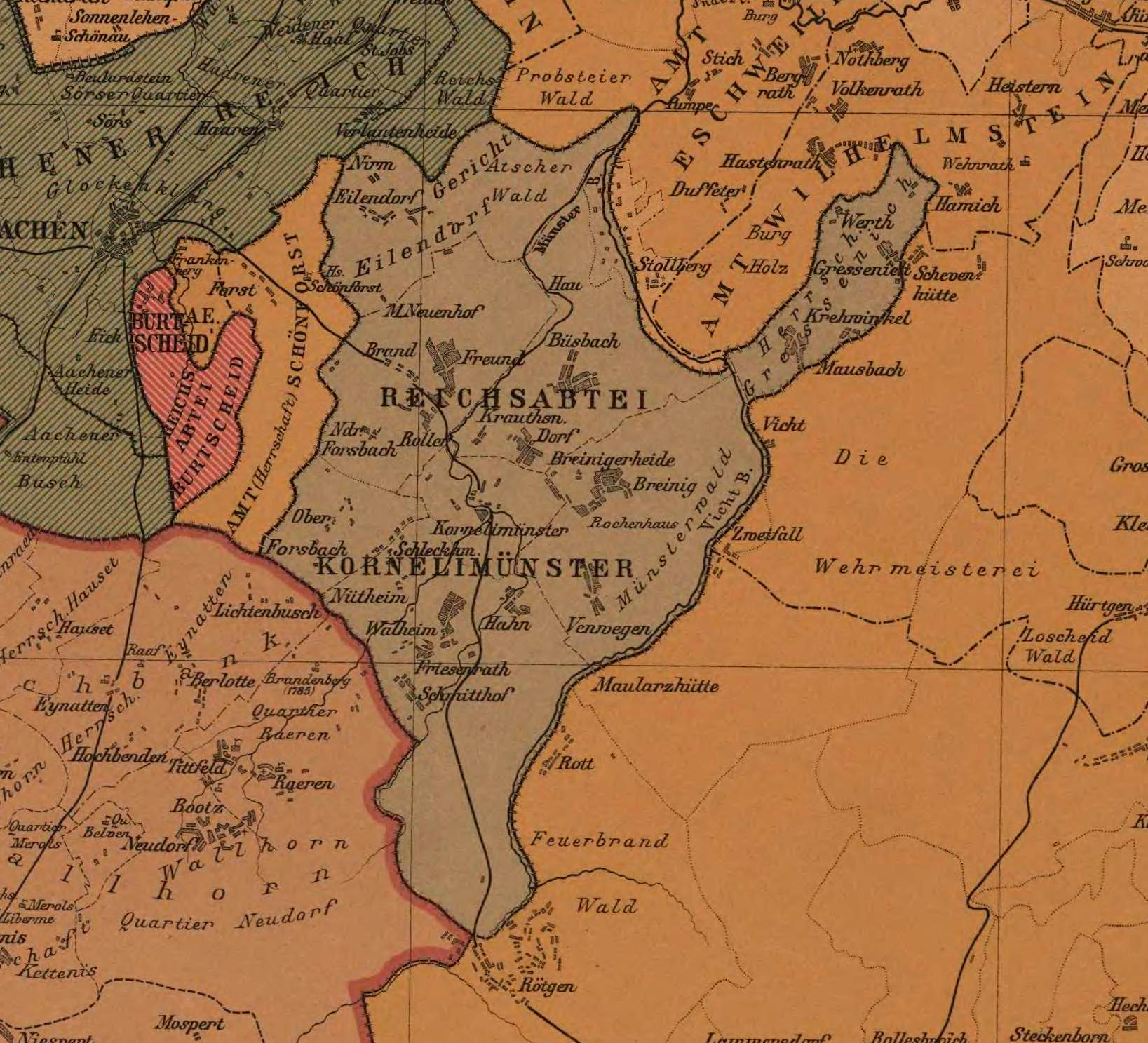
Die Wehrmeisterei auf einer Karte von 1789 (nach Wilhelm Fabricius).

Die Waldgebiete der Grafen, später Herzöge, von Jülich in der Nordeifel zerfielen verwaltungstechnisch in das Obergewäld, dem der Forstmeister (in Monschau) vorstand, und das Untergewäld bzw. den Forstverwaltungsbezirk Wehrmeisterei, dessen Grenze von Jüngersdorf, Derichsweiler, Kreuzau, Bergstein, Vossenack, Roter Wehe und Wehe bis wieder nach Langerwehe verlief. Die Untergliederung eines Gewälds hieß „Hut“ (von „hüten“, vgl. „Waldhüter“). Die Forstverwaltungsbezirk Wehrmeisterei umfasste den Dürener Hut (Bereich Hürtgenwald und Vossenack), den Vennhut (zwischen Lammersdorf, Jägerhaus und Zweifall), den Rackerscheider Hut (von Roetgen bis Konzen, teilweise ins Venngebiet reichend) und den Bauler Hut (zwischen Kalltal und der heutigen Rurtalsperre bis Woffelsbach). Das Amt Wehrmeisterei umfasste des Weiteren Schevenhütte, Zweifall östlich des Hasselbaches und der Vicht (der andere Teil gehörte zum Amt Montjoie (Monschau)) und Vicht (östlich der Vicht bis zur Vichter Leuwstraße). Der Teil Gressenichs östlich des Omerbachs gehörte zum Amt Wehrmeisterei, westlich zur Reichsabtei Kornelimünster. Für die Bebauung links der alten Straße von Gressenich (sog. Gracht), die über Krewinkel, Fleuth und Leuwstraße bis zur Vicht verlief, trafen der Abt von Kornelimünster und der Herzog von Jülich 1532 eine besondere Vereinbarung.
An der Spitze des Amts stand der Wehrmeister (wohl von „Gewähr“, ihm oblagen keine Verteidigungsaufgaben; bzw. von Wehr-Meister, also Oberster Verwalter der Wasserwehre/Wasserverteilungsrechte), dessen Verwaltungssitz in beiden Funktionen später Düren war. Ein Wehrmeister übte die Herrschaft über die Wasserläufe, Mühlenbäche und deren Bauten (Wehre) aus. Er war zuständig für Sicherung und Regulierung des Wasserflusses für die an den Wasserläufen befindlichen Wassermühlen.
Beispiel: 1279 war Matthias Wolf van Birgel Wehrmeister und Erbförster zu Maubach, einem Mühlenbach zwischen Obermaubach und Untermaubach.
Anfänglich saß der Wehrmeister des „Amtes Wehrmeisterei“, auf Gräfenhaus im heutigen Forstbezirk Hürtgenwald. Hierauf beruht noch heute der Sitz des übergeordneten Regionalforstamtes Rureifel-Jülicher-Börde in Hürtgenwald. Der Wermeister war nicht nur der Amtmann des Amts Düren, sondern nahm auch stellvertretend für den Jülicher Regenten dessen Rechte wahr, die sich aus der Forsthoheit ergaben, u. a. Jagd-, Fischerei-, Köhlerei-, Wasser- und Mühlenrechte. Den Wehrmeister unterstützten zwölf Erbförster. Bis zum 16. Jahrhundert fiel auch das Bergrecht in die Zuständigkeit des   Wehrmeisters. Danach wurde es regional weiter unterteilt. So unterstand z. B. der Gressenicher Bergmeister, der zuvor die Einkünfte aus dem Bergregal beim Wehrmeister abrechnete, dem Eschweiler Bergvogt. Die ersten noch erhaltenen Wehrmeistereirechnungen stammen aus dem Jahr 1525. Sie befinden sich zum großen Teil im Hauptstaatsarchiv Düsseldorf.